# Photomatix
Photomatix ist eine Software zum Erstellen von HDR-Bildern. Sie wurde von HDRsoft für die Betriebssysteme Mac OS X und Windows (32- und 64-Bit-Version) entwickelt.
Seit Anfang 2011 wird das Produkt in zwei Versionen angeboten. Neben der bis dahin vertriebenen Normalversion, die sich nun Photomatix PRO 7 nennt, wird eine funktionsreduzierte Software mit der Bezeichnung Photomatix Essentials 4.x (früher unter der Bezeichnung Light) zu einem deutlich reduzierten Preis angeboten. Die Essentials-Version ist seit 8. Januar 2012 auch auf Deutsch erhältlich.
Eine zeitlich unbefristete und komplett funktionsfähige Testversion steht auf der Website zur Verfügung. Es wird allerdings ein Wasserzeichen in die Bilder eingebracht, solange sie nicht lizenziert ist.
Photomatix bis Version 3.x verwendete im Gegensatz zu Software wie HDR Shop oder Photosphere einen Tone-Mapping-Operator, der für naturgetreue Ergebnisse schwer konfigurierbar ist. Es gibt Kritik, dass dies den Benutzer dazu verleite, Tone Mapping als künstlerisches Effektmittel zu missbrauchen.
Ab Version 4 ist es möglich, Photomatix die Anzahl der zu nutzenden Prozessorkerne zuzuordnen. Zudem kann nach dem Einlesen der Vorlagebilder über „Preset Thumbnails“ unter folgenden 12 unterschiedlichen HDR-Erstellungsmodi gewählt werden:
- Enhancer (Default, Painterly, Grunge, Smooth, B&W)
- Compressor (Default, Deep)
- Fusion (Default, Adjusted, Auto, 2 Images, Intensive).

Zusätzlich können eigene Voreinstellungen (Presets) erstellt werden.
Mit der Version 4.2 wurde im April 2012 die Auswahl der voreingestellten Operatoren deutlich erhöht und der Import neuer RAW-Formate erheblich erweitert (z. B. Canon S100, G1 X, Nikon D4, D800, Sony NEX-7, Panasonic GX1).
Version 5 erschien (bisher nur in englischer Sprache) am 20. November 2013. Die deutsche Version ist am 3. März 2014 veröffentlicht worden.

Photomatix HDR-Bilder im Vergleich zu „Normalbelichtungen“
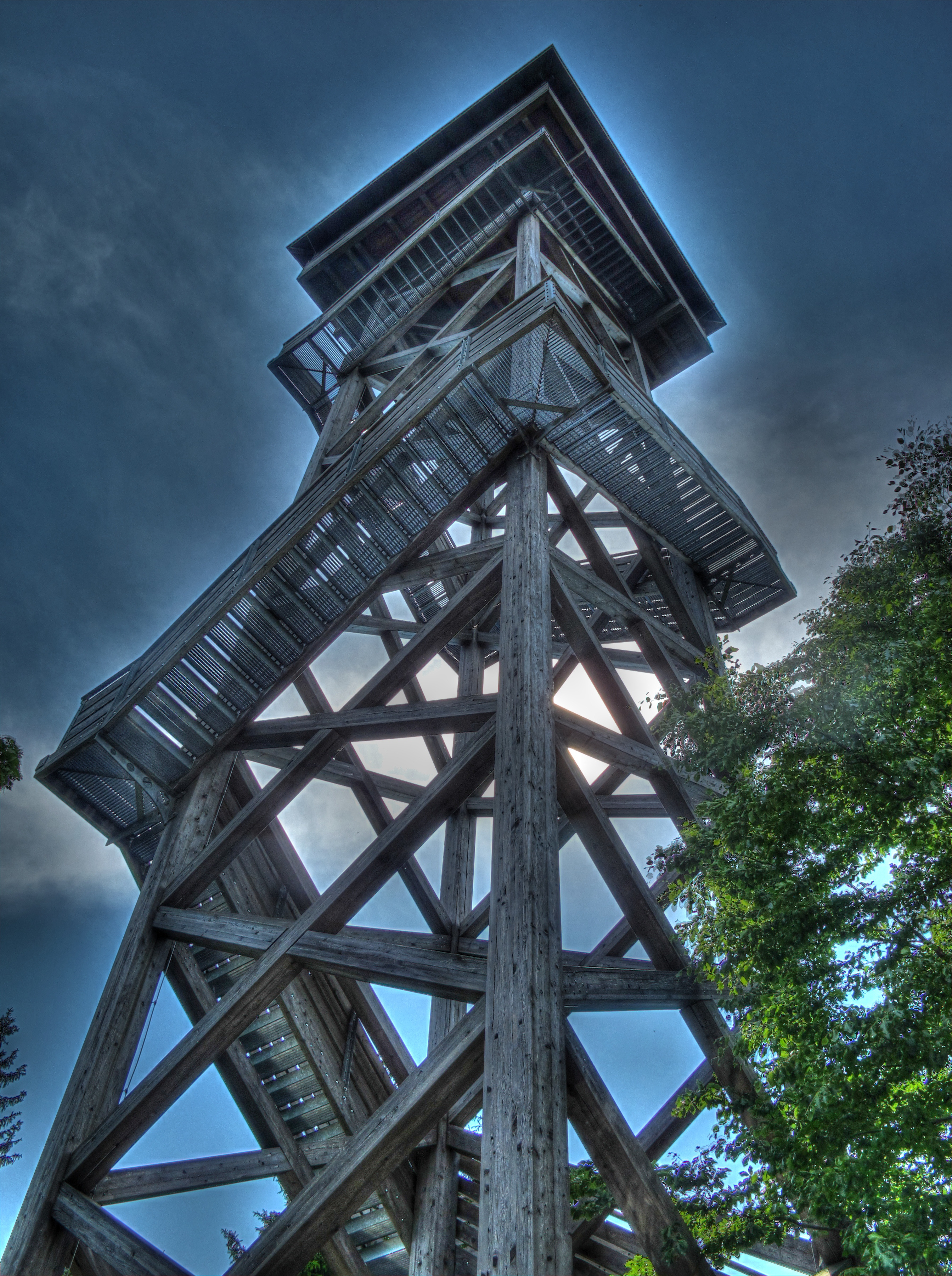
Oberpfalzturm
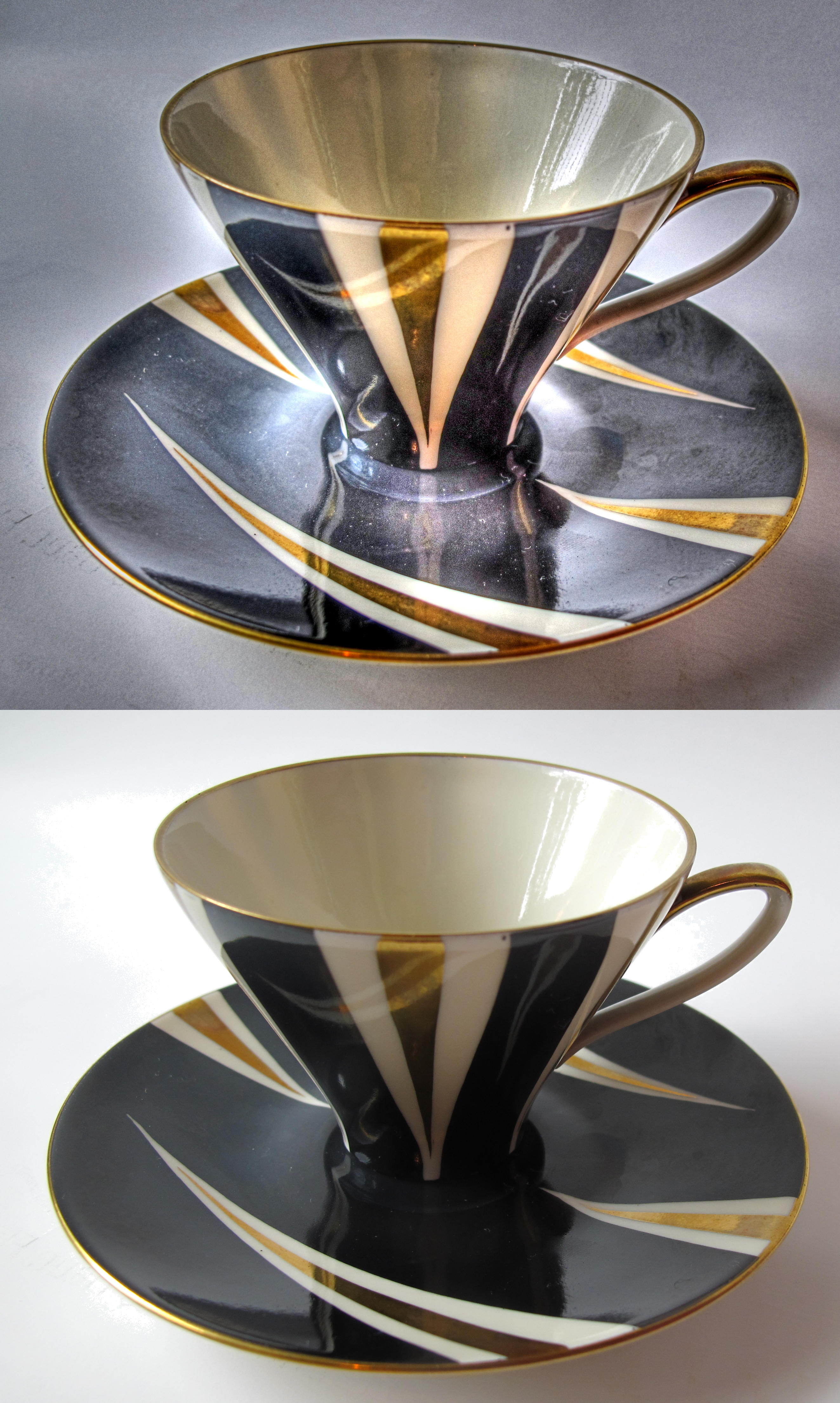
Oben: HDR Unten: Normal
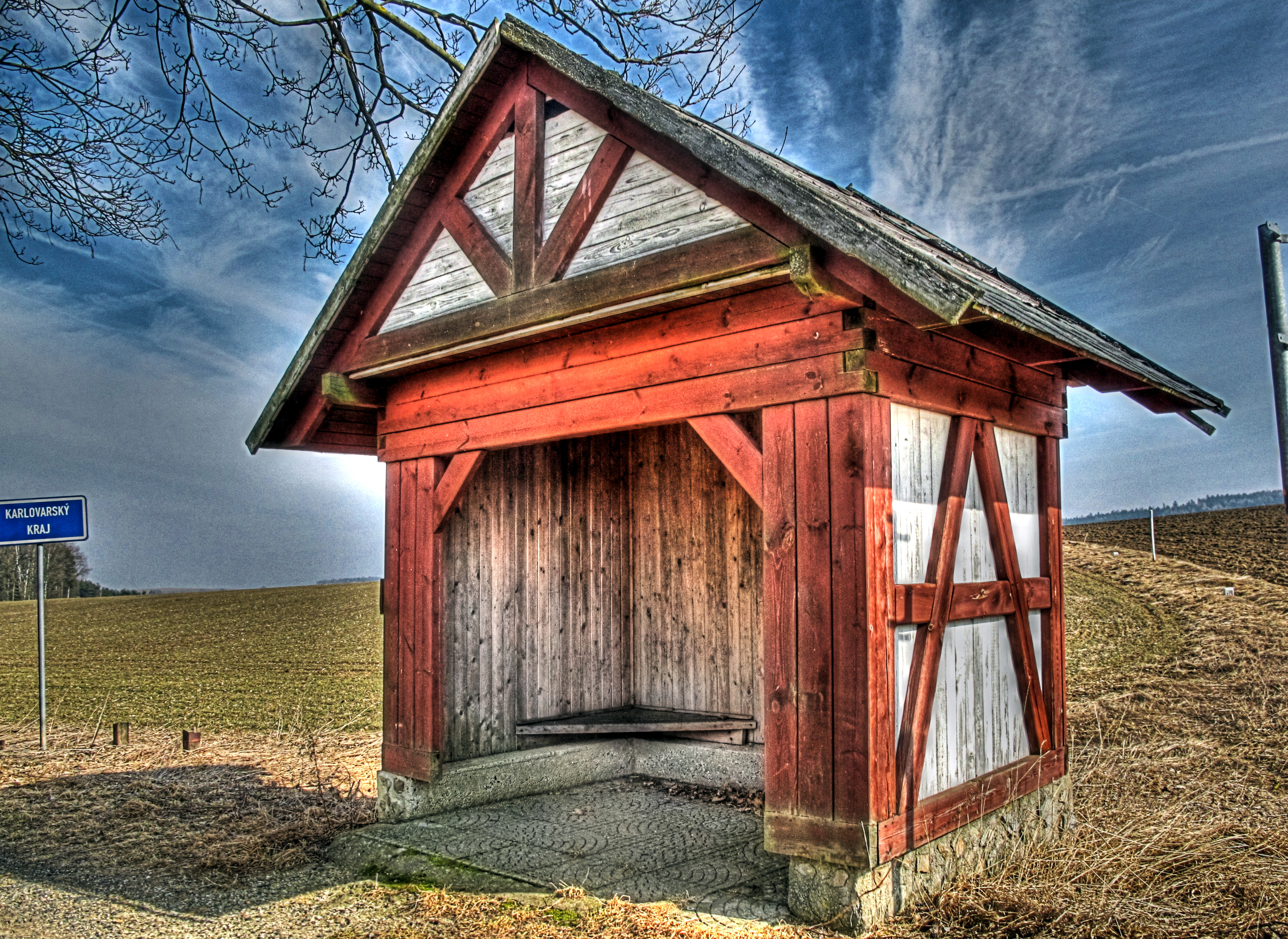
Schutzhütte
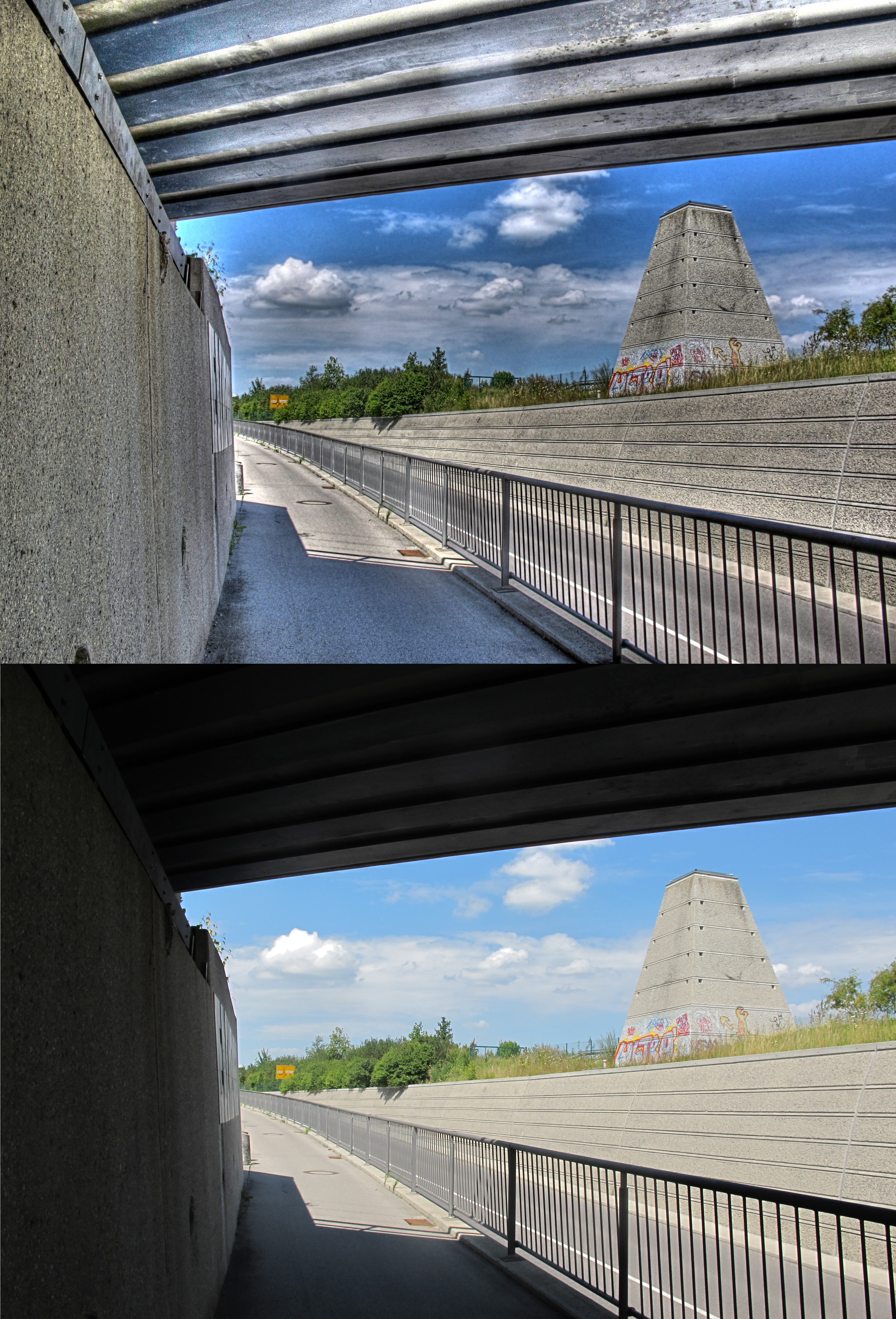
Oben: HDR Unten: Normal Bahnunterführung
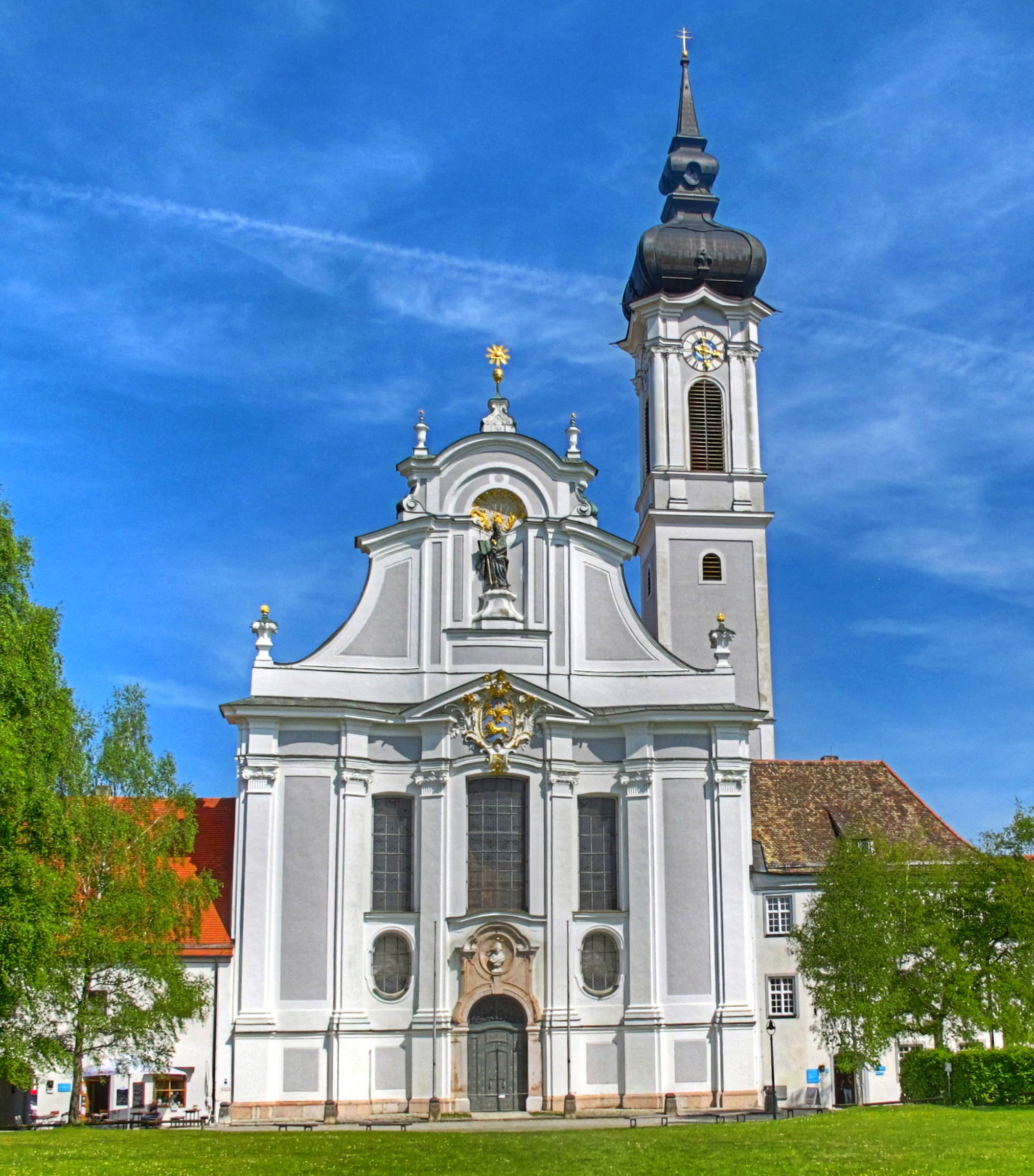
Marienmünster Dießen
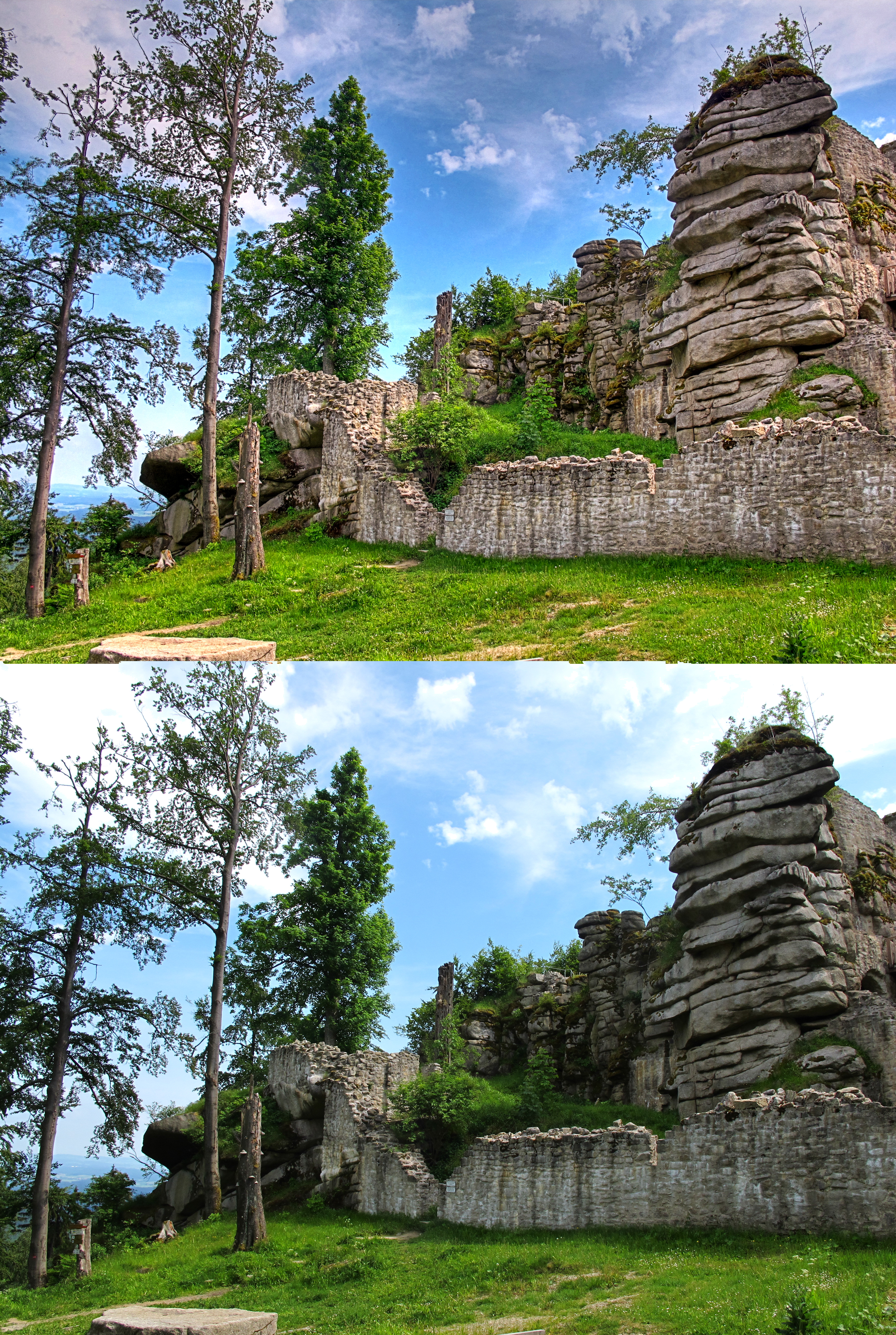
Oben: HDR Unten: NORMAL Burg Weißenstein